# Trasformata di Mellin
La trasformata di Mellin, il cui nome deriva dal matematico finlandese Hjalmar Mellin, è una trasformata integrale che può essere considerata la versione moltiplicativa della trasformata di Laplace bilatera.

## Definizione
La trasformata di Mellin di una funzione {\displaystyle f} è data da:
{\displaystyle \left\{{\mathcal {M}}f\right\}(s)=\varphi (s)=\int _{0}^{\infty }x^{s-1}f(x)dx}
Se le condizioni poste dal teorema di inversione di Mellin sono soddisfatte si può definire la trasformata inversa di Mellin:
{\displaystyle \left\{{\mathcal {M}}^{-1}\varphi \right\}(x)=f(x)={\frac {1}{2\pi i}}\int _{c-i\infty }^{c+i\infty }x^{-s}\varphi (s)\,ds}
dove l'integrale di linea è valutato lungo una linea verticale nel piano complesso. 

## Relazione con le altre trasformate
La trasformata di Mellin può essere definita attraverso la trasformata di Laplace bilatera come:
{\displaystyle \left\{{\mathcal {M}}f\right\}(s)=\left\{{\mathcal {L}}f(e^{-x})\right\}(s)}
e viceversa, la trasformata di Laplace bilatera può essere definita a partire dalla trasformata di Mellin nel seguente modo:
{\displaystyle \left\{{\mathcal {L}}f\right\}(s)=\left\{{\mathcal {M}}f(-\ln x)\right\}(s)}
La trasformata di Laplace bilatera integra rispetto alla misura di Haar additiva {\displaystyle dx}, che è invariante sotto traslazione:
{\displaystyle d(x+a)=dx}
mentre la trasformata di Mellin può essere vista come un'integrazione che utilizza il nucleo integrale {\displaystyle x^{s}} rispetto alla misura di Haar moltiplicativa {\displaystyle dx/x}, che è invariante rispetto ad una dilatazione del tipo {\displaystyle x\mapsto ax}, e dunque:
{\displaystyle {\frac {d(ax)}{ax}}={\frac {dx}{x}}}
La trasformata di Mellin si può anche definire in termini della trasformata di Fourier:
{\displaystyle \left\{{\mathcal {M}}f\right\}(s)=\left\{{\mathcal {L}}f(e^{-x})\right\}(s)=\left\{{\mathcal {F}}f(e^{-x})\right\}(-is)}
e viceversa:
{\displaystyle \left\{{\mathcal {F}}f\right\}(-s)=\left\{{\mathcal {L}}f\right\}(-is)=\left\{{\mathcal {M}}f(-\ln x)\right\}(-is)}